# 1987年バレーボール女子北中米選手権
1987年バレーボール女子北中米選手権（1987 Women's NORCECA Volleyball Championship）は、1987年6月13日から6月19日にかけてキューバのハバナで開催された、北中米バレーボール連盟主催の第10回バレーボール北中米選手権女子大会。
出場国は7カ国。キューバが2大会連続6回目の優勝を飾った。

## 出場国
- カナダ
- キューバ
- アメリカ領ヴァージン諸島
- メキシコ
- ニカラグア
- プエルトリコ
- アメリカ合衆国

## 最終結果
| 1987年女子北中米選手権優勝国 |
| ---------------------------- |
| · キューバ · 2大会連続6回目  |

| 順位 | 国                       |
| ---- | ------------------------ |
| 1    | キューバ                 |
| 2    | アメリカ合衆国           |
| 3    | カナダ                   |
| 4    | メキシコ                 |
| 5    | プエルトリコ             |
| 6    | アメリカ領ヴァージン諸島 |
| 7    | ニカラグア               |